# 半山區

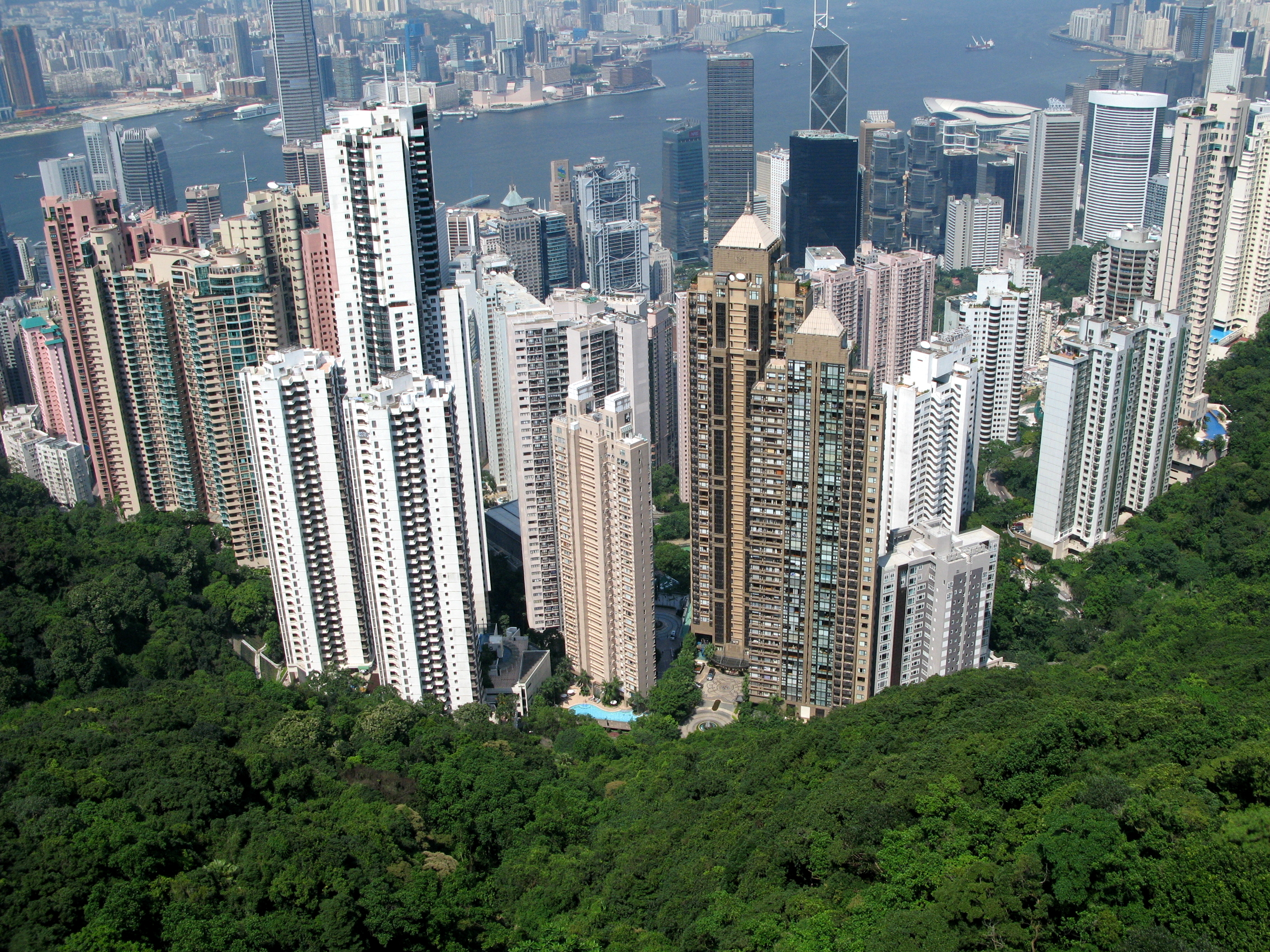
從山頂看中半山住宅群

半山區（英語：Mid-levels）是香港島一個住宅區的統稱，當中有廣義及狹義範圍。狹義的西半山和中半山位於太平山山頂及港島核心商業區之間。由於治安較好，是高尚住宅及富豪階級人士的集中地。

## 簡介
半山區東由司徒拔道一帶開始、西至薄扶林道與般咸道交界位置、南至薄扶林郊野公園以北、北至堅道及般咸道以南。香港開埠初期，山頂是西方的達官貴人以及富有商人居住地，中環及中環半山一帶則華洋混居，而上環、西環及上環以及西環半山一帶則以華人為主。西半山區的位置，早期能看到維多利亞港的景色，但隨住市區發展，西半山景觀亦被同區密集的高樓以及中環、上環大量極高的商業大廈阻擋，但在大廈中間或能看到海的藍色。而中環半山鄰近中環及金鐘這些商業區，方便上班一族。另一方面，半山區有樹木和其他植物，提供新鮮空氣，唯一問題是交通略差，影響了此區的樓價。西半山區擁有濃厚的殖民地色彩，有不少具歷史特色的校舍，例如西半山和薄扶林交界的香港大學，英皇書院等。半山區也有一些以香港總督命名的街道，例如寶雲道、麥當勞道、羅便臣道、堅尼地道及般咸道，此外半山區的治安在香港也是相對較好，因爲較少非法暴力社團在此區活動，和油尖旺區有極大對比。

## 分類
廣義半山區可細分為西、中、東、北、4部分：
- 西半山（Mid-Levels West）[1]：中環、上環、西環一帶；即是般咸道及其上方/南面和堅道及其上方/南面。
- 中半山（Mid-Levels Central）[2]：馬己仙峽道、舊山頂道、堅尼地道至寶雲道，中環近灣仔一帶；即是動植物公園及香港公園上方。
- 東半山（Mid-Levels East）[3]：灣仔/跑馬地半山，司徒拔道及黃泥涌峽道一帶。
- 北半山[4]：北角半山（寶馬山）（Braemar Hill），雲景道、天后廟道及寶馬山道一帶。

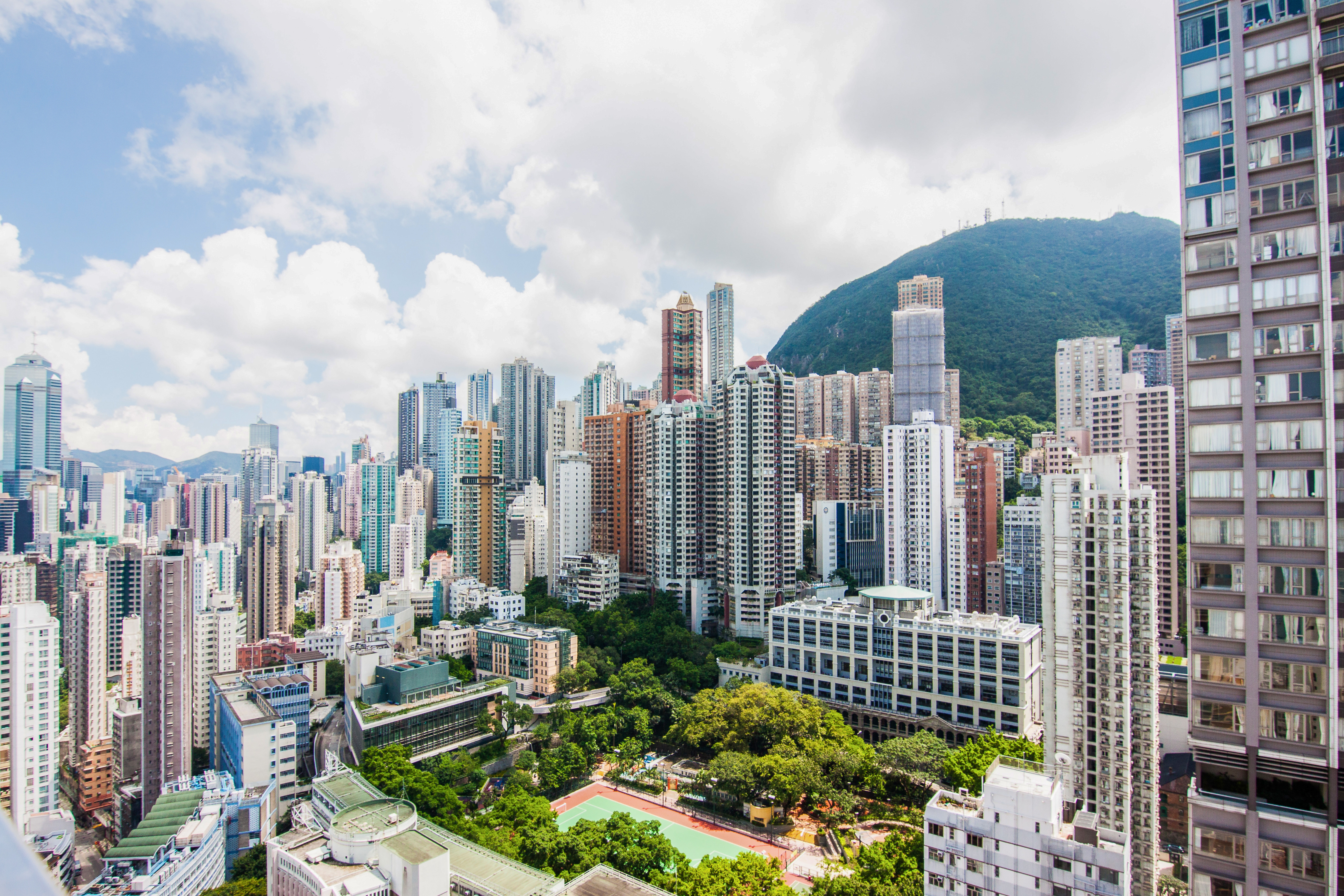
從華麗海景酒店看西半山住宅群

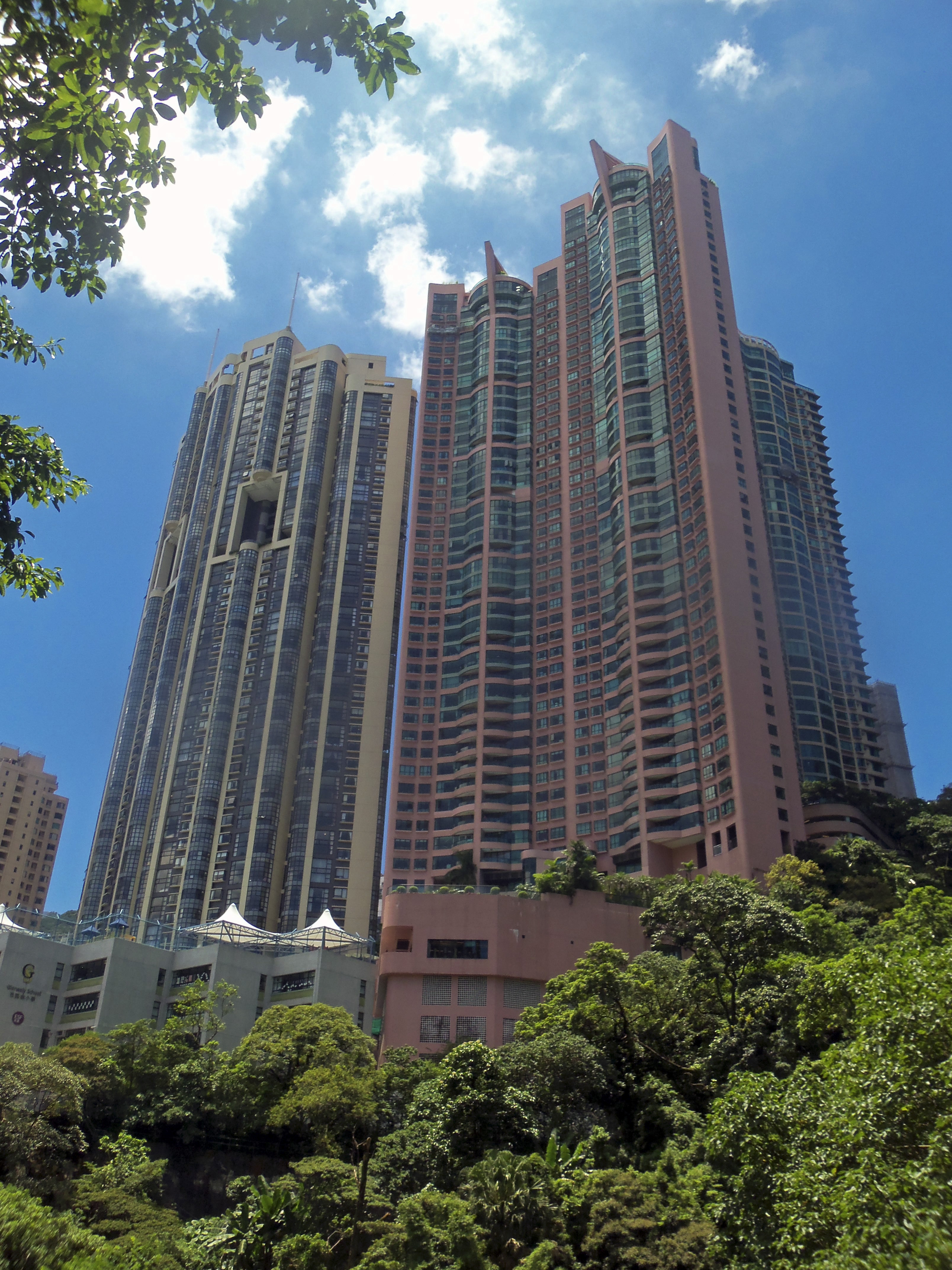
中半山舊山頂道裕景花園（左）及帝景園（右）

東半山的渣甸山亦是香港的大單位集中地，雖然呎價低於市區一定多的比例，但在大量的大單位支持下，渣甸山是半山區較富有的地方。除了較早開發的西半山以外，其餘東半山、北半山、中半山的樓宇平均樓齡遠低於市區，而且較少家庭收入中位數較低的唐樓社群。而西半山因為較早開發的關係，亦有很多唐樓的社區，使該區的收入中位數比其餘的半山區低。西半山亦有不少樓齡超過50年的唐樓被陸續收購而被發展商重建，使西半山新樓舊樓兩者互存。
香港富豪則絕大多數居住在山頂以及深水灣、淺水灣沿海的一萬呎以上別墅大宅，部份亦居住於中半山高層複式大單立及渣甸山一萬呎以上的大宅中，以及高層複式單位。
西半山及北角半山相對較多二千呎以下的分層單位。但西半山同時較北半山多二千呎以上的分層單位，而中半山及東半山則相對較多二千呎以上的分層單位。
各半山的家庭收入中位數：
- 中半山（中環、金鐘半山 ）: HK$104,160[2]
- 東半山（灣仔/跑馬地半山）： HK$ 101,000[3]
- 北半山（北角半山）： HK$ 73,700
- 西半山（中西上環半山）： HK$ 70,000[1]

## 著名地點、街道及建築物

### 地點
- 姻緣石
- 馬己仙峽

### 主要街道
- 干德道
- 羅便臣道
- 堅道
- 些利街
- 般咸道
- 西摩道
- 衛城道
- 列堤頓道
- 巴丙頓道
- 柏道
- 旭龢道
- 紅棉路
- 花園道
- 馬己仙峽道
- 堅尼地道
- 梅道
- 麥當勞道
- 寶雲道
- 藍塘道
- 司徒拔道

### 建築物

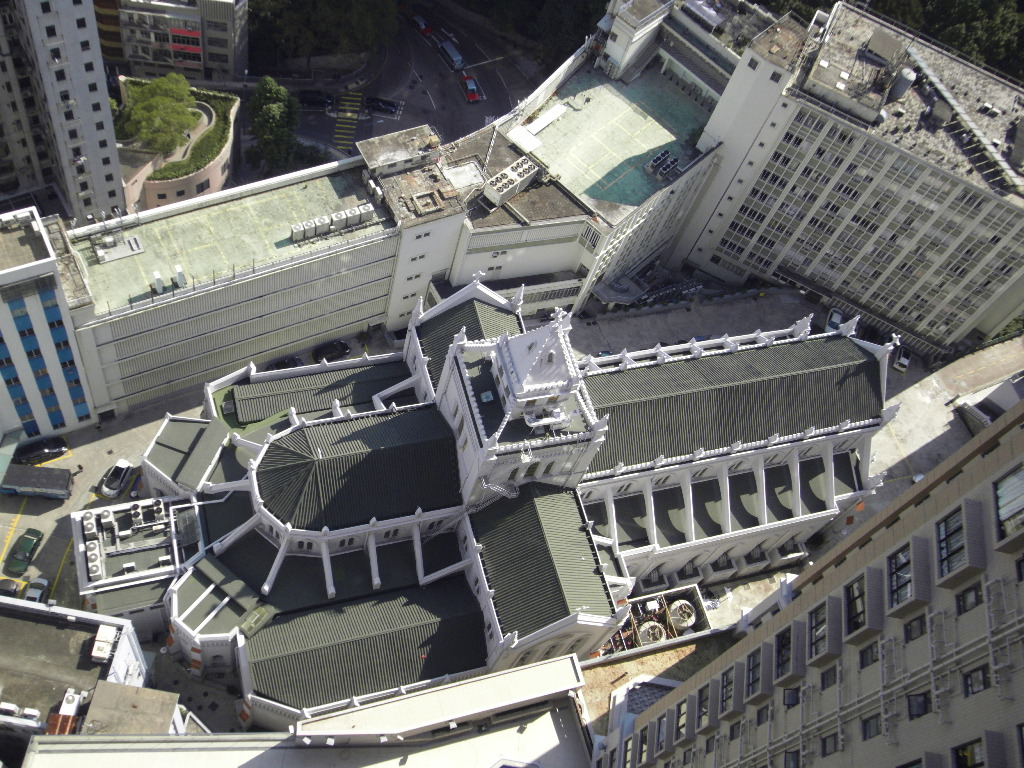
天主教主教座堂的屋頂

- 香港大學
- 山頂纜車站
- 英皇書院
- 中環至半山自動扶梯系統
- 天主教主教座堂
- 明愛徐誠斌學院
- 舊英童學校
- 孫中山紀念館 (香港)
- 聖若瑟書院
- 高主教書院
- 聖保羅書院

### 住宅
- 寶德臺：藝人譚詠麟居住於此
- 仁安臺：藝人黃秋生居住於此
- 樂信臺（羅便臣道8號）
- 薈萃苑（羅便臣道9號）
- 嘉兆臺（羅便臣道10號）
- 麗華大廈1座（Lily Court Tower 1）羅便臣道26-28A號（26-28A Robinson Road）
- 麗華大廈2座（Lily Court Tower 2）羅便臣道26-28A號（26-28A Robinson Road）
- 羅便臣道31號（羅便臣道31號）
- 雍景臺（羅便臣道70號）
- 雅苑（羅便臣道82號）
- 殷樺花園（羅便臣道95號）：藝人薛家燕居住於此
- 雅賓利大廈（雅賓利道1號）：長實執行董事趙國雄、藝人孫佳君近年購入該廈單位；香港金融管理局前總裁任志剛，唐英年家族，和黃執行董事黎啟明，呂麗君等，都先後為該廈業主
- 愛都大廈（花園道55號）：演藝界巨星張學友於此大廈擁有產業、藝人吳千語亦曾租住於此
- 花園臺（舊山頂道8A號）：利孝和夫人、藝人張智霖及袁詠儀等擇居於此；長實執行董事趙國雄、創興銀行家族，龐維新家族等便持有該單位收租，曾為藝人的鄺美雲曾是屋苑業主
- 碧蕙園 （司徒拔道41號） ：藝人鍾楚紅居住於此
- 嘉慧園（馬己仙峽道1-3號）：前特首董建華居所
- 澄碧閣（馬己仙峽道5-7號）：李柱銘、葉劉淑儀居住於此
- 馬己仙峽道21號（馬己仙峽道21號）
- 帝景园（舊山頂道17-23號）：艺人林峯居住于其中一个单位
- 高雲大厦（麥當勞道114-116號）：艺人吳千語曾租住於此
- 金櫻閣（堅尼地道58-60號）：艺人吳千語的父母曾租住於此
- 君德閣（干德道20號）
- 康苑（干德道17-25號）
- 慧豪閣（干德道22號）：藝人陳法拉居住於此
- 天匯 (干德道39號):知名業主鄭翔玲, Rebecca Isabel Wang
- 聯邦花園（干德道41號）：藝人梁詠琪居住於此
- 瑧環（堅道38號）
- 御景臺（堅道46號）
- 應彪大廈（半山卑利士道1號）
- 衛城閣（衛城道6號）：名模Maggie Q、藝人林德信曾居住於此

## 區議會議席分佈
為方便比較，以下列表會以西半山為主，當中東至紅棉道，北至下亞厘畢道、雲咸街、荷李活道、樓梯街、堅道、般咸道、高街、薄扶林道，西至香港大學，南至干德道及寶珊道沿線為範圍。
| 年度/範圍                                                               | 2000-2003              | 2004-2007              | 2008-2011              | 2012-2015              | 2016-2019              | 2020-2023              |
| ----------------------------------------------------------------------- | ---------------------- | ---------------------- | ---------------------- | ---------------------- | ---------------------- | ---------------------- |
| 鴨巴甸街、衛城道、西摩道以東                                            | 半山東選區             | 半山東選區             | 半山東選區             | 半山東選區             | 半山東選區             | 半山東選區             |
| 柏道、羅便臣道及羅便臣道往干德道天橋以東至 鴨巴甸街、衛城道、西摩道以西 | 衛城選區               | 衛城選區               | 衛城選區               | 衛城選區               | 衛城選區               | 衛城選區               |
| 高街以南、般咸道以北                                                    | 部份正街及部份水街選區 | 部份正街及部份水街選區 | 部份正街及部份水街選區 | 部份正街及部份水街選區 | 部份正街及部份水街選區 | 部份正街及部份水街選區 |
| 般咸道以南                                                              | 大學選區               | 大學選區               | 大學選區               | 大學選區               | 大學選區               | 大學選區               |

而東半山則屬於灣仔區的三個選區內，北角半山則屬於東區的寶馬山選區。 
| 年度/範圍                  | 2000-2003    | 2004-2007    | 2008-2011    | 2012-2015    | 2016-2019    | 2020-2023    |
| -------------------------- | ------------ | ------------ | ------------ | ------------ | ------------ | ------------ |
| 堅尼地道以北、船街以西     | 大佛口選區   | 大佛口選區   | 大佛口選區   | 大佛口選區   | 大佛口選區   | 大佛口選區   |
| 堅尼地道以南、灣仔峽道以西 | 修頓選區     | 修頓選區     | 修頓選區     | 修頓選區     | 修頓選區     | 修頓選區     |
| 灣仔峽道以東、司徒拔道沿線 | 司徒拔道選區 | 司徒拔道選區 | 司徒拔道選區 | 司徒拔道選區 | 司徒拔道選區 | 司徒拔道選區 |
| 北角半山                   | 寶馬山選區   | 寶馬山選區   | 寶馬山選區   | 寶馬山選區   | 寶馬山選區   | 寶馬山選區   |

註：以上主要範圍尚有其他細微調整（包括編號），請參閱有關區議會選舉選區分界地圖及條目。